# David McLetchie

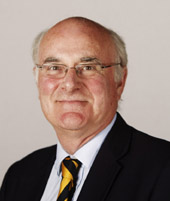
David McLetchie (2011)

David McLetchie (* 6. August 1952 in Edinburgh, Schottland; † 12. August 2013 ebenda) war ein britischer Politiker und Mitglied der Conservative Party.

## Leben
McLetchie besuchte die Leith Academy Primary School und die George Heriot’s School. Er ging dann an die Universität Edinburgh und schloss sein Jurastudium 1974 erfolgreich ab. Ab 1976 war er zugelassener Solicitor. McLetchie war zwei Mal verheiratet und Vater eines erwachsenen Sohnes. Er war Anhänger des Fußballvereins Heart of Midlothian.

### Früher politischer Werdegang
Bereits ab 1968 war McLetchie bei den Jungen Konservativen aktiv. Erstmals trat er bei den Unterhauswahlen 1979 zu nationalen Wahlen an. In seinem Wahlkreis Edinburgh Central erhielt er jedoch nur die zweithöchste Stimmenanzahl und verpasste damit den Einzug in das Britische Unterhaus. In den folgenden Jahren hatte McLetchie verschiedene Positionen innerhalb der Conservative Party inne und war zwischen 1994 und 1997 Vorsitzender der Scottish Conservative and Unionist Association, von 1999 bis 2005 Parteichef der Konservativen.

### Schottisches Parlament bis 2005
Bei den ersten Schottischen Parlamentswahlen im Jahre 1999 fungierte McLetchie als Wahlkampfleiter seiner Partei. Er selbst kandidierte im Wahlkreis Edinburgh Pentlands, erreichte aber hinter dem Labour-Kandidaten Iain Gray nur die zweithöchste Stimmenanzahl. Da McLetchie auch auf der Regionalwahlliste der Konservativen für die Wahlregion Lothians stand, zog er infolge des Wahlergebnisses als einer von sieben Regionalkandidaten in das neugeschaffene Schottische Parlament ein. Bei den folgenden Parlamentswahlen errang er das Direktmandat von Edinburgh Pentlands.

### Rücktritt und weitere politische Karriere
Im Jahre 2005 trat McLetchie als Parteichef zurück. Auslöser waren Zeitungsberichte über hohe Taxirechnungen McLetchies zu Lasten der Staatskasse, welche teilweise jedoch aus nicht-parlamentarischen Tätigkeiten resultierten. So akkumulierte McLetchie in einem Zeitraum von fünf Jahren Rechnungen in Höhe von rund 11.500 £. Der enthüllende Journalist Paul Hutcheon gewann für seine, teils als Taxigate bezeichneten Berichte bei den Scottish Press Awards sowohl den Preis als bester politischer Journalist als auch als bester Journalist. Trotzdem verteidigte McLetchie bei den Parlamentswahlen 2007 sein Direktmandat im Wahlkreis Edinburgh Pentlands und konnte dabei seinen Stimmenanteil sogar um rund 0,4 % erhöhen. Vier Jahre später verlor er sein Direktmandat an den SNP-Politiker Gordon MacDonald, behielt jedoch als Vertreter der Wahlregion Lothian einen Sitz im Parlament.
Ab 2011 war McLetchie Einpeitscher der Konservativenfraktion im Parlament. Außerdem war er Fraktionssprecher für Justiz- und Verfassungsfragen.